# Lago Kinosiu
El lago Kinosiu es un cuerpo de agua situada en la provincia de Alberta, en la parte central de Canadá. El lago Kinosiu se encuentra 564 metros sobre el nivel del mar. El lago Kinosiu se encuentra ubicado en medio del lago Missawawi y el lago Tawakwato. El punto más alto del área tiene una altura de 582 metros y está 1.0 km al suroeste del lago Kinosiu. El área alrededor del lago Kinosiu está casi llena de campos.

## Epónimo
Kinosui es una palabra en el idioma cree que significa "pez". Algunos residentes locales se refieren al lago como "Lago Largo".

## Hidrografía
El Kinosiu es parte de la cuenca del río Beaver, es de baja profundidad y de tipo polimíctico. Se compone de un cuerpo de agua formado por cabalgamiento glaciar altamente fragmentado, al igual que el vecino lago Missawawi. Se manifiesta como un bloque parcialmente aerodinámico con pequeñas colinas de cúpula y drumlins. El paso del hielo glacial sobre el lecho de roca subyacente resultó en erosión asimétrica como resultado de la abrasión en el lado "stoss" (aguas arriba) de la roca y el arrancamiento en el lado "sala" (aguas abajo). Se encuentra en una corriente de hielo comenzando al norte con el vecino Lago Lac la Biche.